# Epitausa icterodes
Epitausa icterodes är en fjärilsart som beskrevs av Felder 1874. Epitausa icterodes ingår i släktet Epitausa och familjen nattflyn. Inga underarter finns listade i Catalogue of Life.